# Aorangia pilgrimi
Aorangia pilgrimi là một loài nhện trong họ Amphinectidae. Loài này phân bố ở New Zealand.